# Nova Viçosa (kommun)
Nova Viçosa är en kommun i Brasilien.   Den ligger i delstaten Bahia, i den sydöstra delen av landet, 900 km öster om huvudstaden Brasília. Antalet invånare är 38 537.
Följande samhällen finns i Nova Viçosa:
- Nova Viçosa

I omgivningarna runt Nova Viçosa växer i huvudsak städsegrön lövskog. Runt Nova Viçosa är det glesbefolkat, med 9 invånare per kvadratkilometer.